# Schinkemenke

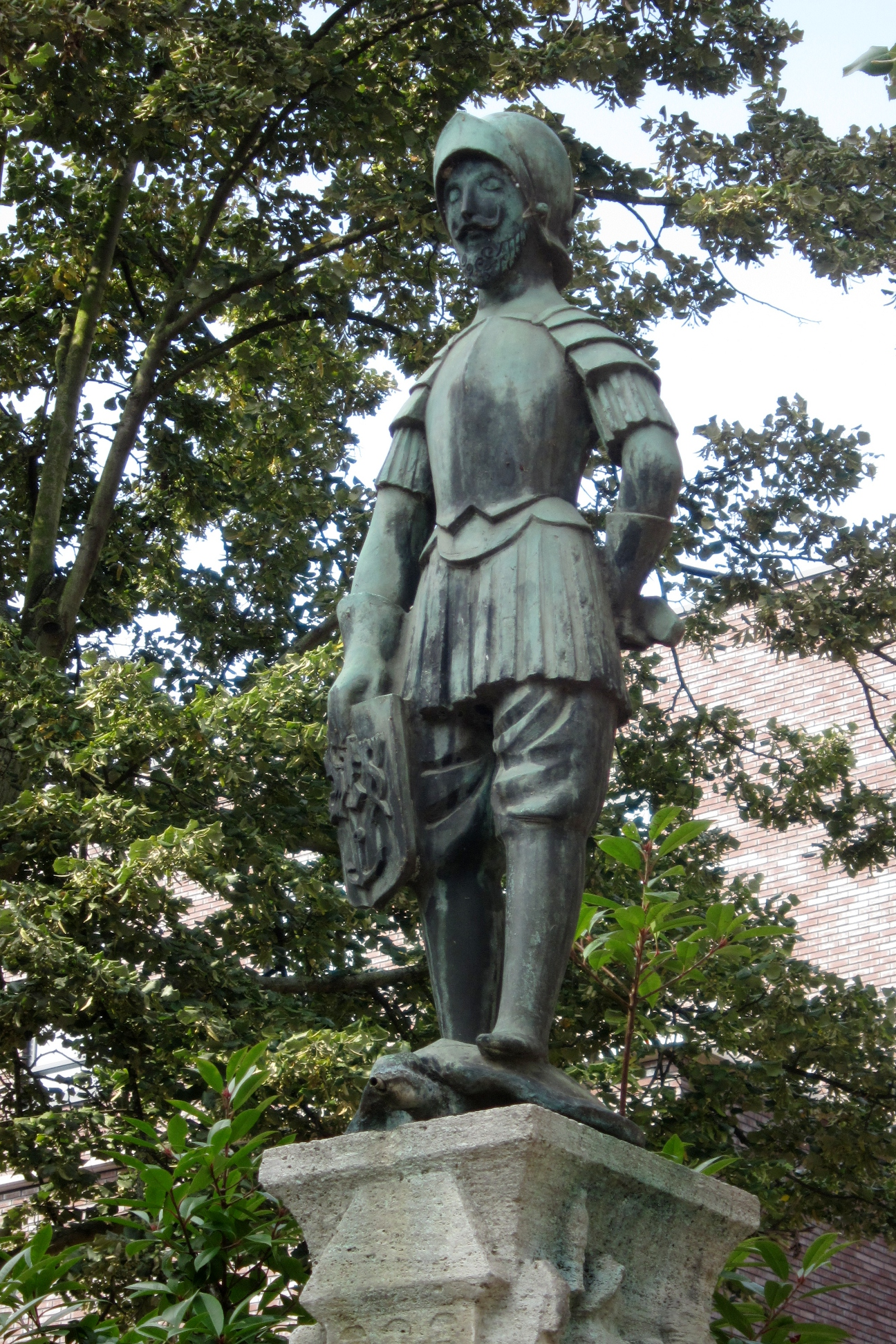
De versie uit 1953 op de Kwartelenmarkt.

Het Schinkemenke is een fonteinbeeldje op de Kwartelenmarkt in de Nederlandse stad Venlo.

## Geschiedenis
In 1617 werd het beeld door de beeldhouwer Gregorius Schissler gemaakt en stond oorspronkelijk op een fontein op de Markt.
Eind 18e eeuw werd het beeld verplaatst naar een nis in de noordelijke gevel van het stadhuis en werd de fontein afgebroken.
In de 20e eeuw verhuisde het beeldje naar een opslagplaats in het Goltziusmuseum.
Sinds 1953 staat op de fontein op de Kwartelenmarkt een nieuw beeld van Schinkemenke.

## Sculptuur
Het beeldje stelt een geharnaste stadswachter van Venlo voor, uit Lombarder steen gehouwen. Hij draagt een schild bij zich met daarop het wapen van Venlo afgebeeld. In de loop van de tijd was het beeldje al behoorlijk gesleten. Daardoor was niet meer precies duidelijk wat op het schild stond. Het volk dacht in die tijd een ham (Venloos: schink) op het schild was afgebeeld. Het beeldje is 123 cm groot.